# Metaidroxiefedrina
Metaidroxiefedrina ou 3-hidroxinorefedrina, também conhecida como 3,β-diidroxiamfetamina, é uma droga adrenérgica da classe das anfetaminas a qual foi patenteada como um vasopressor e descongestionante nasal mas nunca foi comercializada. É a forma racêmica da droga simpatomimética metaraminol.